# ジェフリー・ライト
ジェフリー・ライト（Jeffrey Wright, 1965年12月7日 - ）は、アメリカ合衆国ワシントンD.C.出身の俳優。

## プロフィール
アマースト大学で政治学を学んだ後、奨学金を得てニューヨーク大学で演技を学ぶ。しかし2ヶ月で大学を去り、オフ・ブロードウェイなどの舞台に立つようになる。1990年、ハリソン・フォード主演『推定無罪』の小さな役で映画デビューした。舞台出演はその後も続け、1994年には『エンジェルス・イン・アメリカ』では看護士ベリーズを演じトニー賞の助演男優賞を受賞。
1996年にはジャン・ミッシェル・バスキアの伝記映画『バスキア』で主人公を演じて注目される。この作品の撮影中に出会った女優のカルメン・イジョゴと2000年に結婚した。2人の間には息子が一人いる。
その後もウィリアム・シェイクスピアの『ハムレット』や、テレビ版の『エンジェルス・イン・アメリカ』、ジム・ジャームッシュの『ブロークン・フラワーズ』や『007』シリーズのフェリックス・ライター役など幅広く活躍している。

## フィルモグラフィ

### 映画
| 年   | 題名                                                                                    | 役名                                   | 備考                                                                     | 吹替           |
| ---- | --------------------------------------------------------------------------------------- | -------------------------------------- | ------------------------------------------------------------------------ | -------------- |
| 1990 | 推定無罪 Presumed Innocent                                                              | 検察官                                 |                                                                          |                |
| 1992 | ブロンクス 破滅の銃声 Jumpin' at the Boneyard                                           | デレク                                 |                                                                          |                |
| 1996 | バスキア Basquiat                                                                       | ジャン＝ミシェル・バスキア             | 古澤徹                                                                   |                |
| 1998 | ニューヨーク デイドリーム Too Tired to Die                                              | Balzac Man                             |                                                                          |                |
| 1998 | セレブリティ Celebrity                                                                  | グレッグ                               |                                                                          |                |
| 1998 | ショコラーデ Meschugge                                                                  | ウィン                                 |                                                                          |                |
| 1999 | 楽園をください Ride With the Devil                                                      | ダニエル・ホルト                       | 別題『シビル・ガン 楽園をください』                                      | 辻親八         |
| 2000 | ハムレット Hamlet                                                                       | 墓堀人                                 |                                                                          |                |
| 2000 | クライム・アンド・パニッシュメント Crime and Punishment in Suburbia                     | クリス                                 | 小山力也                                                                 |                |
| 2000 | シャフト Shaft                                                                          | ピープルズ・ヘルナンデス               | 江原正士                                                                 |                |
| 2001 | ボイコット/キング牧師の闘い Boycott                                                     | マーティン・ルーサー・キング・ジュニア | テレビ映画                                                               |                |
| 2001 | ALI アリ Ali                                                                            | ハワード・ビンガム                     |                                                                          | 永井誠         |
| 2002 | D-TOX D-Tox                                                                             | ジャコウスキー                         | 落合弘治（ソフト版） 竹田雅則（テレビ東京版）                            |                |
| 2004 | クライシス・オブ・アメリカ The Manchurian Candidate                                     | アル・メルヴィン                       | 西凜太朗                                                                 |                |
| 2005 | ブルース・イン・ニューヨーク Lackawanna Blues                                           | ポール                                 | テレビ映画                                                               |                |
| 2005 | ブロークン・フラワーズ Broken Flowers                                                   | ウィンストン                           |                                                                          | （吹替版なし） |
| 2005 | シリアナ Syriana                                                                        | ベネット・ホリデイ                     | 世古陽丸                                                                 |                |
| 2006 | レディ・イン・ザ・ウォーター Lady in the Water                                          | デュリー                               | 安井邦彦                                                                 |                |
| 2006 | 007 カジノ・ロワイヤル Casino Royale                                                    | フェリックス・ライター                 | 辻親八（ソフト版） 石田圭祐（テレビ朝日版）                              |                |
| 2007 | インベージョン The Invasion                                                             | スティーヴン・ガレアーノ               | 世古陽丸                                                                 |                |
| 2008 | ブッシュ W.                                                                             | コリン・パウエル                       |                                                                          |                |
| 2008 | 007 慰めの報酬 Quantum of Solace                                                        | フェリックス・ライター                 | 辻親八（ソフト版） 石田圭祐（キングレコード版） 竹田雅則（BSジャパン版） |                |
| 2008 | キャデラック・レコード 音楽でアメリカを変えた人々の物語 Cadillac Records                | マディ・ウォーターズ                   | 藤真秀                                                                   |                |
| 2011 | ミッション: 8ミニッツ Source Code                                                       | ラトレッジ博士                         | 中村秀利                                                                 |                |
| 2011 | スーパー・チューズデー 〜正義を売った日〜 The Ides Of March                             | トンプソン上院議員                     | 山内健嗣                                                                 |                |
| 2011 | ものすごくうるさくて、ありえないほど近い Extremely Loud & Incredibly Close              | ウィリアム・ブラック                   | 谷昌樹                                                                   |                |
| 2013 | ブロークンシティ Broken City                                                            | コリン・フェアバンクス                 | 楠大典                                                                   |                |
| 2013 | 転落の銃弾 A Single Shot                                                                | サイモン                               | 山本格                                                                   |                |
| 2013 | ハンガー・ゲーム2 The Hunger Games: Catching Fire                                       | ビーティー                             | ふくまつ進紗                                                             |                |
| 2014 | オンリー・ラヴァーズ・レフト・アライヴ Only Lovers Left Alive                           | ワトソン医師                           | （吹替版なし）                                                           |                |
| 2014 | ハンガー・ゲーム FINAL: レジスタンス The Hunger Games: Mockingjay - Part 1              | ビーティー                             | ふくまつ進紗                                                             |                |
| 2015 | ハンガー・ゲーム FINAL: レボリューション The Hunger Games: Mockingjay - Part 2          | ビーティー                             | ふくまつ進紗                                                             |                |
| 2015 | アーロと少年 The Good Dinosaur                                                          | パパ（ヘンリー）                       | 声の出演                                                                 | 山野井仁       |
| 2016 | アニタ 〜世紀のセクハラ事件〜 Confirmation                                              | Charles Ogletree                       | テレビ映画                                                               | （吹替版なし） |
| 2018 | モンスター: その瞳の奥に Monster                                                        | ミスター・ハーモン                     |                                                                          | （吹替版なし） |
| 2018 | ゲーム・ナイト Game Night                                                               | FBI捜査官                              |                                                                          | （吹替版なし） |
| 2018 | O.G. オリジナル・ギャングスター O.G.                                                    | ルイス                                 |                                                                          | （吹替版なし） |
| 2018 | パブリック 図書館の奇跡 The Public                                                      | アンダーソン                           |                                                                          | （吹替版なし） |
| 2018 | ホールド・ザ・ダーク そこにある闇 Hold the Dark                                         | ラッセル・コア                         | 谷昌樹                                                                   |                |
| 2019 | ザ・ランドロマット -パナマ文書流出- The Laundromat                                      | ボンキャンパー                         | 相沢まさき                                                               |                |
| 2019 | ザ・ゴールドフィンチ The Goldfinch                                                      | ジェームズ・“ホビー”・ホバート         | 辻親八                                                                   |                |
| 2020 | オールデイ・アンド・ア・ナイト: 終身刑となった僕 All Day and a Night                    | ジェームズ・ダニエル・リンカーン       | （吹替版なし）                                                           |                |
| 2021 | フレンチ・ディスパッチ ザ・リバティ、カンザス・イヴニング・サン別冊 The French Dispatch | ローバック・ライト                     | 岩崎征実                                                                 |                |
| 2021 | 007/ノー・タイム・トゥ・ダイ No Time to Die                                             | フェリックス・ライター                 | 石田圭祐                                                                 |                |
| 2022 | THE BATMAN-ザ・バットマン- The Batman                                                   | ジェームズ・ゴードン警部補             | 辻親八                                                                   |                |
| 2023 | アステロイド・シティ Asteroid City                                                      | グリフ・ギブソン将軍                   | 相沢まさき                                                               |                |
| 2023 | Atrabilious                                                                             | ヴィンセント・ドーハティ               | N/A                                                                      |                |
| 2023 | ラスティン: ワシントンの「あの日」を作った男 Rustin                                     | アダム・クレイトン・パウエル・Jr.      | （吹替版なし）                                                           |                |
| 2023 | アメリカン・フィクション American Fiction                                               | セロニアス・“モンク”・エリソン         | 多田野曜平                                                               |                |
| 2027 | THE BATMAN-ザ・バットマン-2（原題） The Batman Part Ⅱ                                   | ジェームズ・ゴードン警部補             |                                                                          |                |
| TBA  | Highest 2 Lowest                                                                        |                                        | ポストプロダクション                                                     |                |

### テレビシリーズ
| 年        | 題名                                                       | 役名                                     | 備考                        | 吹替     |
| --------- | ---------------------------------------------------------- | ---------------------------------------- | --------------------------- | -------- |
| 1997      | ホミサイド/殺人捜査課 Homicide: Life on the Street         | ハル・ウィルソン                         | 計3話出演                   |          |
| 2003      | エンジェルス・イン・アメリカ Angels in America             | ベリーズ / ミスター・ライズ / ホームレス | ミニシリーズ                | 落合弘治 |
| 2012      | Dr.HOUSE House M.D.                                        | ウォルター・コフィールド博士             | シーズン8第11話「責任問題」 |          |
| 2013-2014 | ボードウォーク・エンパイア 欲望の街 Boardwalk Empire       | ドクター・ヴァレンティン・ナルシス       | 計11話出演                  | 井上倫宏 |
| 2016      | ボージャック・ホースマン BoJack Horseman                   | Cuddlywhiskers / Father                  | 計3話声の出演               |          |
| 2016-2022 | ウエストワールド Westworld                                 | バーナード・ロウ                         | 計36話出演                  | 辻親八   |
| 2019      | 緑のたまごとハム 〜サムとガイの大冒険〜 Green Eggs and Ham | マクウィンクル                           | 計13話声の出演              | 石田圭祐 |
| 2021      | ホワット・イフ...? What If...?                             | ウォッチャー                             | 声の出演                    | 井上和彦 |
| 2022      | Ark: The Animated Series                                   | ヘンリー・タウンゼント                   | 声の出演                    | N/A      |
| 2024      | ザ・エージェンシー The Agency                              | ヘンリー・オグルトリー                   | 計9話出演                   | 辻親八   |
| 2025      | THE LAST OF US The Last of Us                              | アイザック・ディクソン                   | シーズン2より登場           |          |

### ゲーム
| 年   | 題名                   | 役名                   | 備考     | 吹き替え   |
| ---- | ---------------------- | ---------------------- | -------- | ---------- |
| 2020 | The Last of Us Part II | アイザック・ディクソン | 声の出演 | 岩崎ひろし |

## 日本語吹き替え
2004年の『楽園をください』で初担当して以降、辻親八が主に担当している。辻はライトの演技について「毎回違う俳優になってます」と評している。
このほかにも、石田圭祐、落合弘治、竹田雅則、世古陽丸、谷昌樹、相沢まさきなども複数回、声を当てている。

## 参照
1. ↑  “Jeffrey Wright Biography (1965?–)”.   Filmreference.com. 2013年1月2日閲覧。
2. ↑  “櫻井孝宏・ファイルーズあい・石田彰らが『THE BATMAN－ザ・バットマン－』日本語吹替版声優に決定 千葉繁は声帯に優しい役で参戦 | SPICE - エンタメ特化型情報メディア スパイス”. SPICE（スパイス）｜エンタメ特化型情報メディア スパイス. 2024年1月4日閲覧。